# 苏黎世大区
苏黎世大区（德語：Grossregion Zürich）是瑞士联邦的七个大区之一。根据瑞士联邦统计署的定义，苏黎世大区仅包含苏黎世州一州。
在欧盟设立的地域统计单位命名法中，苏黎世大区的范围与联邦统计署定义相同，为第二等级区划。